# A művészet ősformái
A művészet ősformái  (Urformen der Kunst) Karl Blossfeldt oktatási célból készített növénytanulmányait bemutató fotóalbuma, mely 1928-ban jelent meg. Blossfeld fotósorozata nem csak a kortársakra volt nagy hatással, de új látásmódot is képviselt a fotográfiában.

## Története

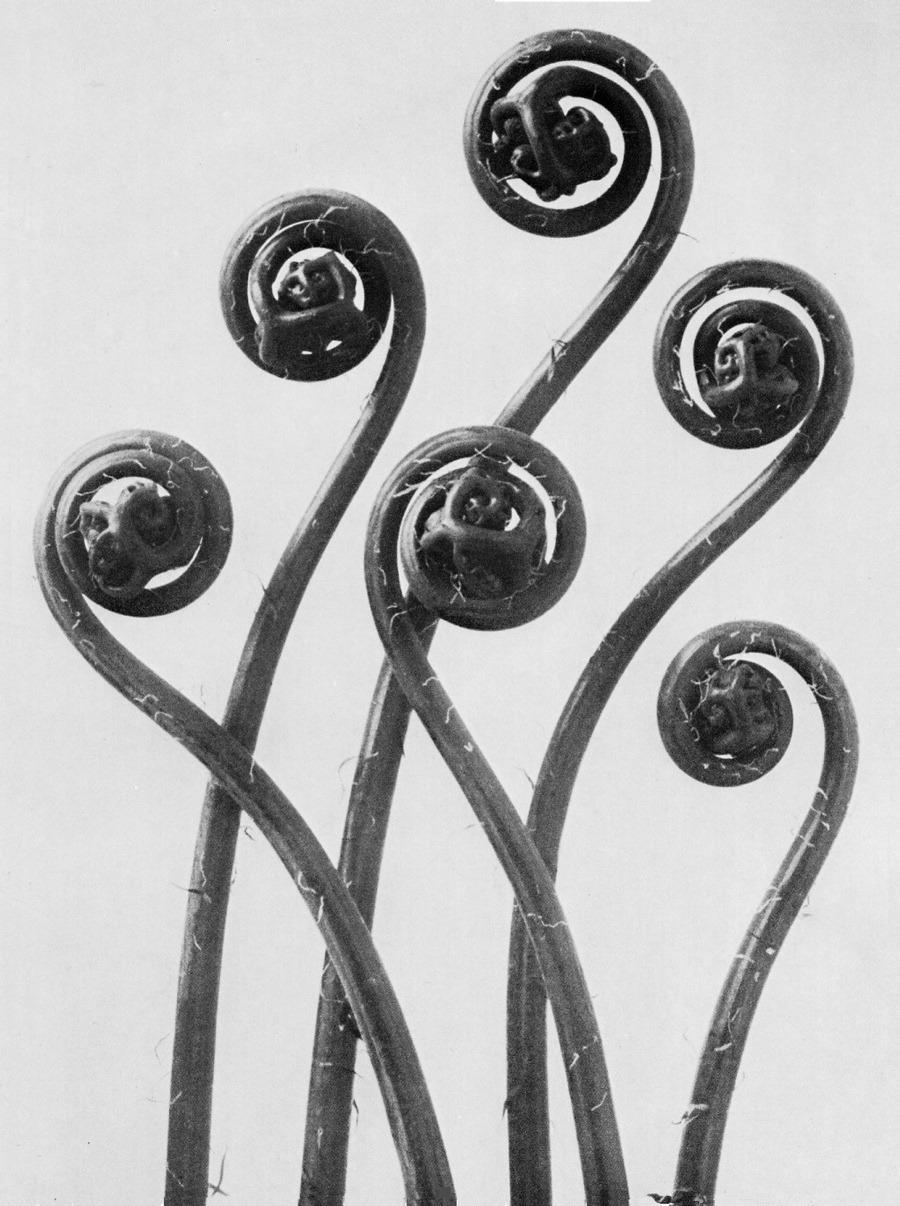
Karl Blossfeldt: Aranyos fodorka (Adiantum pedatum) (1928)

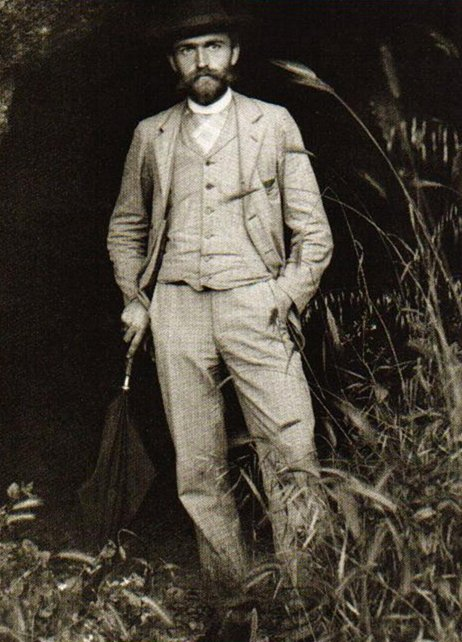
Karl Blossfeldt

Blossfeldt 1884-ben a berlini Királyi Iparművészeti Múzeum oktatási intézményébe iratkozott be. Professzora, Moritz Meurer hamar felismerte tanítványa tehetségét. Meurer a művészeti oktatás új útjait kereste: úgy vélte, hogy a természet ősi formái mintaként, példaként szolgálhatnak mind a művészet, mind az építészet számára. A professzor hat diákjával, köztük Blossfelddel Olaszországba utazott, hogy egy, a természetes formákat bemutató és katalogizáló tanulmánygyűjteményt készítsenek. Elsősorban a különféle növényeket szárítva és préselve, vagy lerajzolva őrizték meg, de idővel, az egyre elterjedtebb fényképezés is szerepet kapott. A fotózási feladatokat a professzor Blossfeldtre bízta, aki így az előtte álló feladatot szem előtt tartva ismerkedett meg az új technikai műfajjal. Blossfeldt 1896-ban tért haza Olaszországból. 
Két évvel később, 1898-ban a Királyi Iparművészeti Múzeum docenseként Modellálás élő növények alapján elnevezéssel indított tanszéket. Ekkoriban kezdett hozzá növények (virágok, bimbók, levelek) fotografálásához, melyhez saját építésű kamerát használt. A munkafolyamat sztenderdizált volt. A felvételek minden esetben semleges háttér előtt, szórt fényű megvilágításban készültek. A növények preparálta a (felvétel szempontjából zavaró) hajtásokat leveleket levágta, ezzel tiszta formákat hozva létre. A képeken a növények  (ritka esetben akár 45-szörös) nagyításban láthatóak. Az elkészült üvegnegatívokat Blossfeldt szinte kizárólag tanítási céllal használta fel, anyagi haszonszerzés, vagy művészi kiteljesedés nem foglalkoztatta. 1890 és 1930 közötti időszakban mintegy 6000 felvételt készített.
Munkásságára Karl Nierendorf kabaré és galériatulajdonos figyelt fel, aki 1926 tavaszán kiállítást rendezett a képekből. Ez volt az első alkalom, hogy a növényfelvételek elhagyták az iskola falait. Az eredetileg csupán taneszköznek szánt képek lenyűgözték a műértőket. Nem sokkal később, 1928-ban a Berliner Architekturverlag albumot jelentetett meg Blossfeldt műveiből A művészet ősformái címmel, melyben 120 felvételt tettek közzé. Az albumot a kritikusok lelkesedéssel fogadták, Blossfeldt neve pedig valósággal berobbant a köztudatba. A könyvet több nyelvre is lefordították és számos utánnyomást ért meg. A művészetkritikusok egytől-egyig méltatták Blossfeldt munkáit, akit egy új irányzat létrehozójaként tartottak számon. Második könyve 1932-ben jelent meg A természet csodakertje címmel.